# La fine del mondo nel nostro solito letto in una notte piena di pioggia
La fine del mondo nel nostro solito letto in una notte piena di pioggia è un film del 1978 diretto da Lina Wertmüller.

## Trama
1968: Paolo, un giornalista di idee comuniste, s'innamora perdutamente di una femminista statunitense, la segue fino a San Francisco e infine decide di sposarla, e da lei avrà una figlia, Alex. Dopo dieci anni, i due vivono a Roma, sono in crisi e, in una notte di tempesta, si rinfacciano la reciproca delusione di desideri e di ideali; da questo dialogo forse rinasce qualcosa.